# جمعية البر بالمدينة المنورة
جمعية البر بالمدينة المنورة تأسست عام 1379هـ/ 1959م باسم صندوق البر، هيئة غير ربحية أهلية خيرية مقرها في المدينة المنورة بالمملكة العربية السعودية وهي أول جمعية خيرية فيها،  وتعد من أقدم الجمعيات الخيرية بالمملكة، 
تعتمد في مصادر دخلها على تبرعات وإعانات حكومية وتتكون سياستها النفقية من خلال دعاية وإعلان. تغطي الأيتام والفقراء والأرامل والمطلقات والأطفال عبر خدماتها المساندة،  في منطقة عملها، منطقة المدينة المنورة. تعمل هذه الجمعية على تقديم المساعدات العينية والنقدية للمحتاجين كما تهتم بإنشاء مؤسسات خيرية للخدمات والرعاية.

## التأسيس

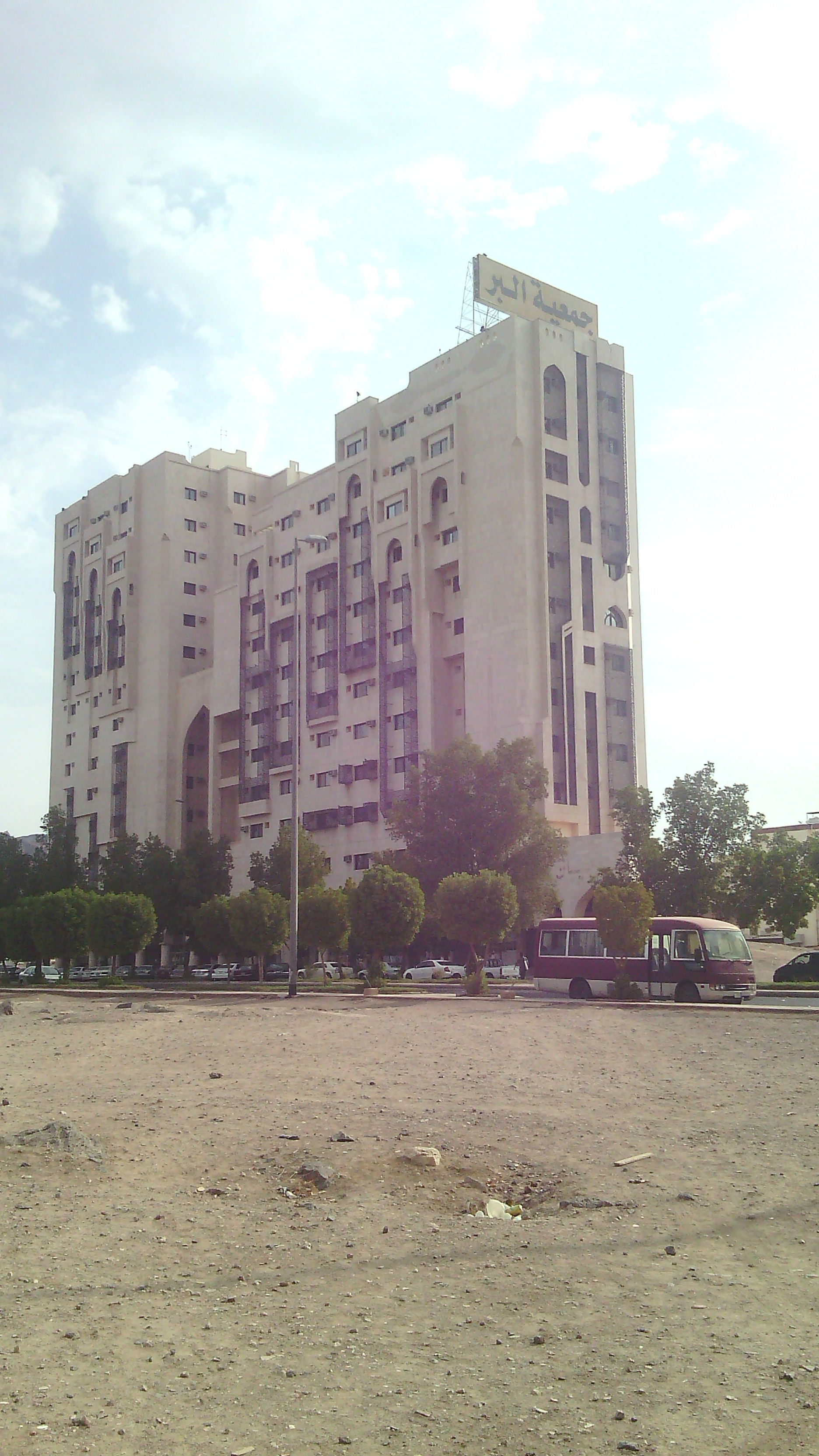
مكتب جمعية البر.

أنشئت في 1 رجب 1379هـ/ 30 ديسمبر 1959م باسم «صندوق البر» بالمدينة وتم تعديله إلى «جمعية البر» بعد أن سجلت بوزارة العمل والشؤون الاجتماعية برقم 22 بتاريخ 4 جمادى الاخرة 1396هـ/ 1 يونيو 1976م،  بجهود الشيخ عبد الرحيم بن مبارك عويضه وهو من المؤسسين الأوائل لمدارس تحفيظ القرآن والجمعيات الخيرية بالمدينة، منها جمعية البر التي منحها أرضاً من ملكه الخاص كوقف. توفي في 8 صفر 1435هـ/ 11 ديسمبر 2013م.
صدر أول قرارتها للمساعدة بتاريخ 20 رمضان 1379هـ/ 17 مارس 1960م. شعارها «اغتنم البر في أحب البقاع».

## أهدافها
تهدف الجمعية إلى رعاية الأرامل المحتاجات والأيتام والفقراء، وتأهيلهم والوصول إليهم لتحقيق الاكتفاء الذاتي لهم من خلال البرامج والمشاريع المختلفة  منها:
- تقديم المساعدات العينية والنقدية للمحتاجين من الفقراء والمساكين.
- إنشاء مؤسسات خيرية لخدمات الفقراء ورعاية الايتام والمسنين وتقديم الخدمات الصحية والتعليمية الاجتماعية.
- التعاون مع الجمعيات الاهلية الحكومية في مساعدة منكوبي الكوراث العامة في نطاق خدماتها.
- إنشاء المؤسسات الاجتماعية الايوئية التي تعني بالمعاقين من الايتام والمسنين وغيرهم من الفئات.

## أعضاءها
بلغت عدد أعضاء الجمعية العمومية في 2017م تقريبًا ما بين الـ 40 إلى 50 شخص، كل سنة يُضاف أعضاء متطوعين.

## عدد المستفيدين
بلغت عدد المستفيدين من خدمات الجمعية أكثر من 850 أسرة شهرياً، في رجب 1440هـ/ مارس 2019م. تصرف الجمعية أكثر من نصف مليون ريال كرواتب شهرية لهم بعد التَحقق من احتياج كل أسرة على حدة. وتعد المساعدات الشهرية التي تودع مباشرة في الحسابات البنكية للمستحقين من أهم أنشطة الجمعية حيث تمثل 60% من إجمالي المساعدات.